# جبريل بوبا
جبريل بوبا (بالرومانية: Gabriel Popa)‏ (27 أغسطس 1985 في رومانيا - ) هو لاعب كرة قدم روماني في مركز حراسة المرمى. لعب مع نادي أسترا جورجو وSCM Dunărea Giurgiu ‏ وFC Dunărea Călărași ‏.

## وصلات خارجية
- جبريل بوبا على موقع قاعدة بيانات كرة القدم.إي يو (الإنجليزية)
- جبريل بوبا على موقع Soccerway.com (الإنجليزية)